# روی سولفید
روی سولفید(به انگلیسی: Zinc sulfide) یک ترکیب معدنی است که از دو عنصر گوگرد و روی تشکیل شده‌است. نام دیگر این ماده بِلِندروی یا اسفالریت می‌باشد. 

## ساختار
روی سولفید دارای ساختار AX است. عدد همسایگی آن "چهار" بوده یعنی هر اتم با چهار اتم دیگر احاطه شده است.
آنیون ها جایگاه FCC هستند و کاتیون ها نصف فضای تتراهدرال(چهاروجهی) را پر کرده اند. البته لازم به ذکر است که می تواند مکان آنیون و کاتیون ها در شبکه برعکس نیز باشد.
مثال های مشابه با ساختار روی سولفید شامل: SiC- ZnTe- SiO- BeO

## موارد استفاده
روی سولفید فسفرسانت است که آن را برای چندین کاربرد الکترونیکی و تزئینی مفید می کند. از کاربردهای اولیه آن می‌توان به صفحات ایکس-ری و تلویزیون و شماره گیر و ساعت اشاره کرد.
در این عصر تکنولوژی از روی سولفید به طور مکرر پوسته های نقطه کوانتومی نیمه رسانا را شکل می دهد که در هسته آن سلنید کادمیم (CdSe) قرار دارد.
همچنین این ماده غیر سمی بوده و از آن گاها در هالووین برای موارد آرایشی و تزئینی استفاده می‌شود.
- اکسید روی
- روی سلنید
- کادمیوم سولفید